# رودخونه‌ها
رودخونه‌ها نام تک‌آهنگی از رامش، خواننده ایرانی است. ترانه این آهنگ توسط محمدعلی بهمنی سروده شد و توسط صادق نوجوکی آهنگسازی و با تنظیم منوچهر چشم‌آذر منتشر شد. رودخونه‌ها ششمین ترانهٔ دومین آلبوم رامش به نام تهرون است. محتوای این ترانه تلاش و کوشش برای رسیدن به آرزوهای دست نیافتنی است که قالبی کودکانه دارد.

## داستان
داستان این ترانه برداشتی از کتاب صمد بهرنگی به نام ماهی سیاه کوچولو است و داستانی از سرگذشت یک ماهی را روایت می‌کند که قصد رفتن از چشمه به سوی دریا را دارد. محمدعلی بهمنی در سرودن این شعر از این کتاب الهام گرفته‌است.

## رتبه‌ها
ترانه رودخونه‌ها در برنامه ماندگارترین ترانه‌های ایرانی از شبکه من و تو ۱ در رتبه ۸۰ قرار گرفت.